# Дактиліна мадрепорова
Дактиліна мадрепорова (Dactylina madreporiformis) — реліктовий аркто-альпійський вид лишайників роду дактиліна (Dactylina). Класифіковано у 1862 році.

## Будова
Кущисте тіло 1–4 см заввишки сірувато-зеленувате або жовтувато-коричнювате. Прямостоячі порожнисті всередині гілочки вилкоподібно розгалужені від основи. Вкритий чорними горбкуватими пікнідами. Розмножується нестатевим та статевим шляхом.

## Поширення та середовище існування
Арктична зона та високогір'я Євразії, Північної Америки. В Україні зустрічається у гірському Криму (масив Чатир-Даг, г. Роман-Кош та Нікітська яйла). Росте переважно на карбонатних ґрунтах гірських масивів.

## Природоохоронний статус
Включений до третього видання Червоної книги України (2009 р.).